# Somerville (Texas)
Somerville é uma cidade localizada no estado norte-americano de Texas, no Condado de Burleson.

## Demografia
Segundo o censo norte-americano de 2000, a sua população era de 1704 habitantes.
Em 2006, foi estimada uma população de 1722, um aumento de 18 (1.1%).

## Geografia
De acordo com o United States Census Bureau tem uma área de
7,7 km², dos quais 7,7 km² cobertos por terra e 0,0 km² cobertos por água. Somerville localiza-se a aproximadamente 89 m acima do nível do mar.

## Localidades na vizinhança
O diagrama seguinte representa as localidades num raio de 28 km ao redor de Somerville.